# 清溪高架道路
清溪高架道路（：／ Cheonggye goga doro */?）是韓國漢城（今首爾）一条已不存在的高架道路。

## 建设背景
在1953年朝鲜战争停战后，对于流经首尔中心区域的清溪川覆盖计划开始展开。覆盖工程于1955年开始，1958年5月至1961年12月覆盖范围为广通桥至清溪6街（东大门棒球场附近），1965年至1967年覆盖范围为清溪6街至清溪8街（新設洞），1970年至1977年覆盖范围为清溪8街至新踏铁桥。直到清溪川覆盖基本完成时，其上的道路亦称之为清溪川路。

## 概况
清溪高架道路于1967年8月15日开工建设，1971年8月15日完工。自中区广通桥到东大门区龙踏洞，其下方所在的道路主要名称为清溪川路。道路全长约6km，宽约16m，为双向四车道，成为韩国历史上最早的高架桥。清溪高架道路通车后，对于改善首尔中心城区的交通起到了重大作用。不过随着沿线商铺日益增多以及人口的快速增长，清溪高架道路和清溪川路在1990年代开始出现了严重的交通拥堵。同时清溪高架道路也因长期超负荷承载，导致桥体严重老化，使得在2002年7月开始对大型车辆限行。
2003年起，在时任首尔市长李明博推动下开始对清溪川进行重新修复工程，其第一步骤就是将清溪高架道路拆除。因此，在2003年6月30日午夜12时开始禁止所有车辆通行，之后在7月1日开始对其拆除，并在9月全部拆除完毕。

## 參看
- 高架道路
- 清溪川
- 清溪川路